# フール・イン・ザ・レイン
「フール・イン・ザ・レイン」（Fool in the Rain）は、レッド・ツェッペリンが1979年に発表した楽曲。

## 概要
ロバート・プラントとジョン・ポール・ジョーンズが、アルゼンチンで開催された「1978 FIFAワールドカップ」の中継をテレビで見ていたときにサンバを取り入れるアイデアが生まれ、ジミー・ペイジと3人で曲と詞が作られた。ペイジはエフェクター「MXRブルー・ボックス」を使ってギター・ソロを弾いた。ジョン・ボーナムは、バーナード・パーディの名を冠した「パーディ・シャッフル」と呼ばれるリズムに似たシャッフル・ビートを叩いている。
1979年8月15日発売のアルバム『イン・スルー・ジ・アウト・ドア』に収録された。本国イギリスではシングルカットされなかったが、同年12月7日、アメリカ合衆国でシングルA面曲として発売された。1980年2月16日から2月23日にかけてビルボード・Hot 100の21位を記録した。カナダでは12位を記録した。
TOTOのドラマーのジェフ・ポーカロは、「ロザーナ」のハーフタイム・シャッフルはスティーリー・ダンの「安らぎの家」と「バビロン・シスターズ」（ドラムスはともにバーナード・パーディ）、そして「フール・イン・ザ・レイン」に影響を受けて作ったものだと語っている。